# 학교의 계단 (드라마)
《학교의 계단》(일본어: 学校のカイダン)은 2015년 1월 10일부터 3월 14일까지 매주 토요일 21:00 ~ 21:54에 닛폰 TV 계열에서 방송된 텔레비전 드라마이다. 주연은 히로세 스즈.

## 개요
학생회장의 임무를 떠맡은 평범한 여고생이, 천재적 스피치라이터의 가르침을 받아 말의 힘에 의해 학교에 혁명을 일으키는 학원 드라마이다.

## 캐스트

### 주요 인물
하루나 츠바메 - 히로세 스즈
메이란 학원 고등학교 2학년 1반 학생.
시즈쿠이 케이 - 카미키 류노스케
수수께끼의 천재 스피치 라이터.

### 사립 메이란 학원 고등학교
엘리트 명문 고교.

#### 플래티나 8
메이란 학원 안에서도 절대적인 권력을 가진 8인조 학생.
아소 미나미 - 이시바시 안나
플래티나 8의 리더격으로, 학원의 여왕으로서 군림하고 있다. 라크로스부 소속.
코다 미모리 - 스기사키 하나
라크로스부 소속.
스도 나츠키 - 마미야 쇼타로
플래티나 8의 또 한 명의 리더격. 농구부의 에이스.
타쿠토 - 시라스 진
농구부원.
하즈키 에미리 - 요시쿠라 아오이
귀국자녀.
이부키 레나 - 이이토요 마리에
기회주의자.
오오쿠라 리쿠 - 나리타 료
두뇌 명석으로, 플래티나 8의 브레인적 존재.
센자키 하루 - 켄타로

#### 학생회 집행부
학생회 집행 기관.
테츠오 - 스가 켄타
부회장.
와키야 타마코 - 시미즈 쿠루미
회계.
코우라 치히로 - 카토 료
서기.
토도로키 - 마사키 레이야
홍보.
하타로 - 후지와라 카오루
서기.
이루마 - 아메노미야 마사아키 (험프티 덤프티)
서무.

#### 2학년 1반 학생
쿠사카리 유키 - 미나카미 쿄카

외

#### 교직원
츠보이 - 카네코 노부아키
2학년 1반 담임 교사.
스미레 - 노나미 마호
스쿨 카운셀러.
호시 류야 - 카나야마 카즈히코
체육 교사.
히라오 - 나마세 카츠히사
교감.
혼다 미츠코 - 아사노 아츠코
이사장 겸 교장.

### 그 외
토쿠지로 - 이즈미야 시게루
츠바메의 할아버지.

## 스태프
- 각본 - 요시다 토모코
- 음악 - 마츠모토 아키히코
- 연출 - 나구모 세이치, 스즈키 유마, 타베이 미노루
- 주제가 - B'z 〈유정천〉 (VERMILLION RECORDS)
- 삽입곡 - 후지와라 사쿠라 〈Just one girl〉 (SPACE SHOWER MUSIC)
- 치프 프로듀서 - 이토 히비키
- 프로듀서 - 후쿠이 유타
- 제작 협력 - 닛테레 AX-ON
- 제작 저작 - 닛폰 TV

## 방송 일자
| 각 화                                                      | 방송일          | 부제                                                        | 연출          | 시청률 |
| ---------------------------------------------------------- | --------------- | ----------------------------------------------------------- | ------------- | ------ |
| 제1화                                                      | 2015년 1월 10일 | 썩은 학원을 말로 바꾸다! 겁쟁이 여자의 대역습이 시작된다!   | 나구모 세이치 | 9.0%   |
| 제2화                                                      | 1월 17일        | 반경 5센티의 동료 등 미는 용기의 말                         | 나구모 세이치 | 10.6%  |
| 제3화                                                      | 1월 24일        | 이기기 위해서 바보가 되어라! 엘리트VS겁쟁이                 | 스즈키 유마   | 8.4%   |
| 제4화                                                      | 1월 31일        | 교활한 어른들에게! 아이가 외치는 소원의 말                  | 스즈키 유마   | 10.6%  |
| 제5화                                                      | 2월 7일         | 얼간이들이 우글거리는 클래스를 되돌려라!                    | 나구모 세이치 | 8.7%   |
| 제6화                                                      | 2월 14일        | 현재의 아이는 무엇을 생각하나? 부모가 잘못 보는 아이의 본심 | 스즈키 유마   | 10.3%  |
| 제7화                                                      | 2월 21일        | 최대의 배신! 얼음 여왕이 흘리는 눈물이란・・・              | 나구모 세이치 | 9.5%   |
| 제8화                                                      | 2월 28일        | 우리가 가르쳐주었으면 하는 것! 학생과 교사의 꿈             | 타베이 미노루 | 7.6%   |
| 제9화                                                      | 3월 7일         | 소중한 사람의 눈물····. 나는 당신을 구하고 싶어             | 스즈키 유마   | 9.8%   |
| 최종화                                                     | 3월 14일        | 우리가 전하고 싶은 것! 외치는 최후의 말이란                 | 나구모 세이치 | 8.3%   |
| 평균 시청률 9.2% (시청률은 칸토 지구·비디오 리서치사 조사) |                 |                                                             |               |        |

- 첫회는 15분 확대 (21:00 ~ 22:09).